# Lovčice (kraj południowomorawski)
Lovčice – gmina w Czechach, w powiecie Hodonín, w kraju południowomorawskim. Według danych z dnia 1 stycznia 2013 liczyła 800 mieszkańców.